# Église Saint-Martin de Barenton-sur-Serre
L'église Saint-Martin est une église située à Barenton-sur-Serre, en France.

## Localisation
L'église est située sur la commune de Barenton-sur-Serre, dans le département de l'Aisne.